# Macromitrium perreflexum
Macromitrium perreflexum är en bladmossart som beskrevs av Steere 1982. Macromitrium perreflexum ingår i släktet Macromitrium och familjen Orthotrichaceae. Inga underarter finns listade i Catalogue of Life.